# Залтіс
Залтіс (лит. Жалтіс) — в латвійсько-литовській міфології означає вужа.
Вужепоклоніння в Литві було широко поширене: вужів годували молоком та боялися як домашніх духів-покровителів.
Легенди про Егле (означає ялина) — дівчину, що вийшла заміж за Залтіса (Змія) — послужили литовським, латвійським та польським поетам матеріалом для поетичних творів. Російський переказ цих легенд — у (Теобальда) у книзі «Литовсько-язичницькі нариси» (Вільнюс, 1890, ст. 63).